# Virus de la grippe A (H1N1)
Espèce
Classification phylogénétique
- Espèce : virus de la grippe A
  - sous-type H1N1
  - sous-type H1N2
  - sous-type H2N2
  - sous-type H2N3
  - sous-type H3N1
  - sous-type H3N2
  - sous-type H3N8
  - sous-type H5N1
  - sous-type H5N2
  - sous-type H5N3
  - sous-type H5N6
  - sous-type H5N8
  - sous-type H5N9
  - sous-type H6N1
  - sous-type H6N2
  - sous-type H7N1
  - sous-type H7N2
  - sous-type H7N3
  - sous-type H7N4
  - sous-type H7N7
  - sous-type H7N9
  - sous-type H9N2
  - sous-type H10N7

Le sous-type H1N1 du virus de la grippe A est caractérisé par les types de deux antigènes présents à la surface du virus : l'hémagglutinine de type 1 et la neuraminidase de type 1. Le virus de la grippe A est un virus à ARN monocaténaire de polarité négative à génome segmenté (huit segments) qui appartient au genre Alphainfluenzavirus de la famille des Orthomyxoviridae.
Le sous-type H1N1 est caractérisé par un pouvoir pathogène élevé pour l’être humain, qui rend ces souches responsables de près de la moitié de toutes les infections de grippe humaine, notamment d'une grande part des cas de grippe saisonnière. Certaines souches de H1N1 sont endémiques aux humains, tandis que d'autres sont endémiques aux oiseaux (grippe aviaire) et aux porcs (la grippe porcine).
Des virus du sous-type H1N1 sont responsables de la pandémie de grippe de 1918 et des cas de grippe en 2009 ainsi que d'une partie des grippes saisonnières.

## Histoire

### Grippe de 1918
Un virus présentant la combinaison antigénique H1N1 fut responsable de la pandémie de grippe espagnole de 1918-1919, qui tua entre cinquante et cent millions de personnes. Le peu de connaissances sur la biologie de ce virus ne permet pas de savoir comment ce virus est apparu ni pourquoi il disparut en 1919 pour ne réapparaître par la suite que sous une forme beaucoup moins virulente sous forme de grippe saisonnière jusqu'à aujourd'hui.

### Grippe de 1977-1978
Un virus H1N1 fut aussi l’agent responsable de la pandémie de 1977-1978, pendant laquelle la mortalité a été relativement faible. Cette pandémie fut vraisemblablement causée par une erreur de manipulation humaine (de nature indéterminée), selon le consensus scientifique, car « le génome du virus de type H1N1 qui circulait cette année-là, identique à celui qui circulait des décennies auparavant, ne laisse aucun doute sur le fait qu’il avait passé un long moment dans le congélateur d’un laboratoire », explique le journaliste scientifique Stéphane Foucart.
Il a été retrouvé dans d'autres épidémies locales, comme aux États-Unis et en Espagne depuis 2007.

### Grippe de 2009-2010
Courant mars 2009, un virus H1N1 fait sa réapparition au Mexique sous une forme génétique inédite et se propage rapidement autour de la planète. La contagiosité du virus telle qu'elle est observée les premières semaines au Mexique puis dans le Sud des États-Unis alerte l'Organisation mondiale de la santé (OMS) qui met en place un comité d'urgence pour suivre ce qu'on baptise initialement la « grippe porcine » en référence au fait qu'il s'agit d'un virus ayant émergé à partir d'une souche zoonotique présente chez cet animal.
Contrairement aux craintes initiales, alimentées par les épisodes antérieurs de grippe aviaire, au mois de juin 2009, il semble établi que ce virus est relativement peu pathogène. Cependant, la médiatisation de cette épidémie et des premiers morts donne l'impression contraire. Bien que très contagieux, la mortalité est faible et concerne principalement des personnes déjà affaiblies. Néanmoins, contrairement à ce qui est observé pour les épidémies de grippe saisonnière qui affectent surtout des personnes âgées, la majorité des cas graves observés touchaient les 15-65 ans.
Dans la majorité des cas, les malades n’ont présenté que des symptômes bénins et leur guérison a été rapide et complète. Les malades se sont vu prescrire du paracétamol (à titre d'antipyrétique) et, pour les cas plus sévères, des inhibiteurs de la neuraminidase des virus grippaux, comme l’oseltamivir ou le zanamivir. Néanmoins, la distribution du virus sur l'ensemble de la planète fait classer la grippe A (H1N1) de 2009 comme une pandémie selon la nouvelle définition de l'OMS.
De nombreux pays se sont lancés dans des campagnes massives de vaccination volontaires pour enrayer l'épidémie. Cette action inédite soulève de nombreuses questions logistiques, éthiques, sanitaires et sociales et, suivant les pays, des polémiques plus ou moins intenses. En France, la campagne de vaccination a fait « l'objet d'un assez large consensus, y compris parmi les députés ». Un rapport sur la campagne, donc publié a posteriori, indique : « Le principal reproche adressé aux pouvoirs publics concerne la mise en place des centres de vaccination collectifs, qui "a alimenté le sentiment que les autorités sanitaires tournaient le dos aux professionnels de santé", en particulier aux généralistes, aux pharmaciens et aux infirmiers. »
Ce virus a aussi été trouvé chez des mammifères marins (des éléphants de mer du nord) de Californie, porteurs asymptomatiques.

### Grippe de 2018-2019
En février 2019, au Maroc, le ministre de la Santé, Anass Doukkali, annonce que le virus a tué cinq personnes. Le bilan est de 16 cas au 6 février. La communication officielle francophone parle d'abord de grippe porcine, puis de grippe H1N1 et cesse alors la diffusion de bilans, préférant ranger la maladie avec les grippes saisonnières.